# Ruslandtoren

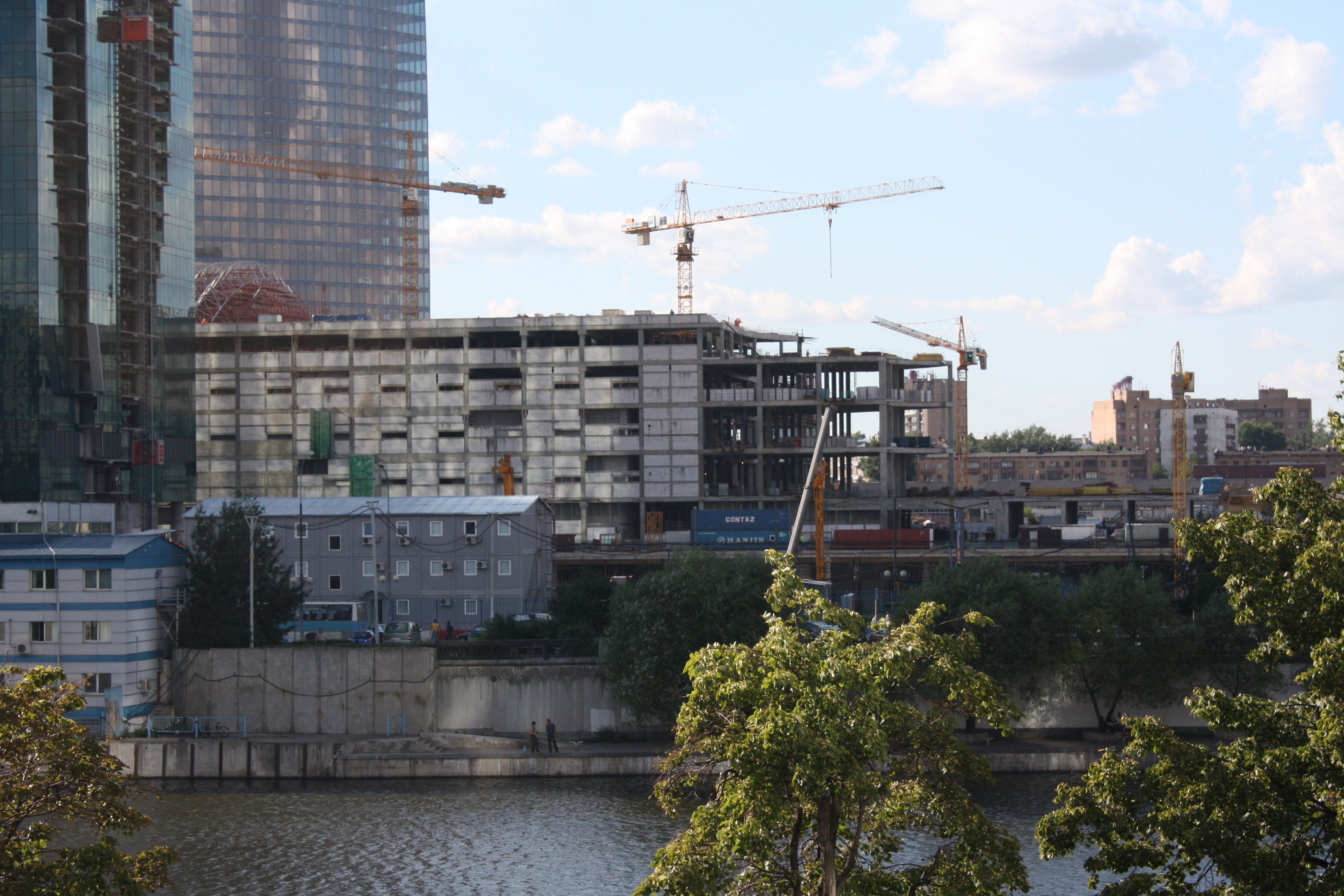
Ruslandtoren in aanbouw (2008)

De Ruslandtoren (Russisch: башня Россия; basjnja Rossia) is een geschrapt plan voor een wolkenkrabber in Moskou. Bij het begin van de bouw in 2007 werd ervan uitgegaan dat het gebouw zou worden voltooid in 2012 en het dan met een hoogte van 612 meter het hoogste gebouw van Europa zou zijn en een van de hoogste ter wereld.

## Geschiedenis
De Ruslandtoren werd in 1994 voorgesteld als onderdeel van het Internationaal Zakencentrum van Moskou. Het zou de  hoogste toren ter wereld moeten worden met een hoogte van 648 meter en met 125 verdiepingen. Het werd ontworpen door de firma Skidmore, Owings and Merrill uit Chicago. Kort daarna, medio 2003 werd het ontwerp vernieuwd en zou het gebouw 648 meter hoog worden met 134 verdiepingen. In januari 2004 werd het Internationaal Zakencentrum van Moskou (ST-Groep) aangewezen als hoofdinvesteerder en ontwikkelaar van het toen 700 miljoen dollar kostende project. In maart 2006 presenteerde de ST-Groep een nieuw ontwerp. Het nu 612 meter hoge gebouw met 118 verdiepingen is ontworpen door Norman Foster en de bouwkosten werden geraamd op ongeveer 2 miljard dollar. Op 18 september 2007 werd de hoeksteen gelegd tijdens een grote ceremonie. Op 21 november 2008 werd de bouw echter voorlopig stilgelegd in verband met de aanhoudende kredietcrisis. De Georgische aandeelhouder Sjalva Tsjigirinski is namelijk in financiële problemen geraakt. Sibir Energy gaf daarop begin december 2008 aan zijn vastgoedportefeuille wel te willen overnemen, maar schoof in februari 2009 plannen voor hervatting van de bouw op de lange baan met de melding dat bij hervatting de toren waarschijnlijk in een andere vorm zou worden gerealiseerd; voorgesteld werd om er drie kleinere wolkenkrabbers en een parkeergarage te realiseren. In juni werd het project daarop volledig geschrapt. In augustus 2009 besloot het stadsbestuur van Moskou daarop om op de bouwplaats in afwachting van verdere evoluties ruimte te maken voor parkeerplaatsen.
In januari 2012 veranderde het stadsbestuur de bouwvoorwaarden voor de percelen 17 en 18 van het Internationaal Zakencentrum van Moskou, daarbij werd een nieuwe bouwtoelating geldig voor drie jaar vrijgegeven. In maart dat jaar werden ook de specificaties aangepast, de plannen voor een grote wolkenkrabber van meer dan 600 meter, werd de maximale bouwhoogte voor een of meerdere projecten op de site tot 360 meter teruggebracht.
In 2014 werd het eigendom van de helft van het perceel overgedragen aan het Turkse bedrijf Rönesans Holding (Renaissance Holding). 
Deze startte de werken aan de Renaissance Moskoutorens, later hernoemd tot de Nevatorens, die in 2019 en 2020 werden afgewerkt.